# Avery Williamson
Avery Milton Williamson (* 9. März 1992 in Cleveland, Ohio) ist ein ehemaliger US-amerikanischer American-Football-Spieler in der National Football League (NFL). Er spielte von 2014 bis 2017 für die Tennessee Titans als Inside Linebacker, anschließend war Williamson für die New York Jets und die Pittsburgh Steelers aktiv. Zuletzt stand er bei den Denver Broncos unter Vertrag.

## College
Williamson besuchte die University of Kentucky und spielte für deren Team, die Wildcats (Wildkatzen), College Football. In 49 Partien erzielte er 296 Tackles.

## NFL
Williamson wurde beim NFL Draft 2014 von den Tennessee Titans in der 5. Runde als insgesamt 151. ausgewählt. Bereits in seiner Rookiesaison konnte er sich etablieren und kam in allen Spielen zum Einsatz, zwölfmal davon als Starter. 2015 und 2016 gelang es ihm als ersten Spieler der Titans, zwei Spielzeiten hintereinander jeweils mehr als 100 Tackles zu setzen.
Im März 2018 wechselte er zu den New York Jets, bei denen er einen Dreijahresvertrag unterschrieb. Mit 116 Tackles hatte er sein bislang erfolgreichstes Jahr. Die gesamte Spielzeit 2019 musste er, nachdem er sich in einem Spiel in der Preseason einen Kreuzbandriss zugezogen hatte, aussetzen.
Nach dem 8. Spieltag der Saison 2020 tradeten die Jets Williamson zusammen mit einem Siebtrundenpick im Draft 2022 gegen einen Fünftrundenpick 2022 zu den Pittsburgh Steelers, nachdem bei den Steelers zuvor Devin Bush verletzungsbedingt ausgefallen war.
Am 5. Oktober 2021 nahmen die Denver Broncos Williamson für ihren Practice Squad unter Vertrag. Kurz darauf verpflichteten die Tennessee Titans Williamson für ihren aktiven Kader. Er kam in zwei Spielen in den Special Teams zum Einsatz und wurde anschließend entlassen. Daraufhin verpflichteten die Denver Broncos Williamson erneut für ihren Practice Squad.